# No One (Alicia Keys)
No One è un singolo della cantante statunitense Alicia Keys, pubblicato il 10 settembre 2007 come primo estratto dal terzo album in studio As I Am. Il brano è stato riconosciuto con il Grammy Award alla miglior canzone R&B e alla miglior interpretazione vocale R&B femminile venendo inoltre candidato nelle categorie canzone dell'anno e registrazione dell'anno.
Commercialmente il brano è divenuto il 3º singolo della cantante a raggiungere la 1ª posizione della classifica statunitense Billboard Hot 100, oltre che la vetta della Hot R&B/Hip-Hop Songs e Pop 100. Il brano è divenuto il sesto di maggior successo commerciale degli anni 2000 negli Stati Uniti, venendo certificata disco di diamante dalla RIAA. Globalmente ha riscosso un grande successo posizionandosi in 2ª posizione nella classifica Eurochart Hot 100 Singles, entrando nelle prime dieci posizioni di numerose classifiche tra cui Canada, Regno Unito, Australia, Francia, Germania e Italia, vendendo 5,6 milioni di copie al 2009.

## Descrizione
Il brano è stato scritto e prodotto da lei stessa insieme a Dirty Harry e Kerry Brothers, Jr. Il brano presenta diversi strumenti musicali, tra cui il pianoforte, suonato dalla stessa Keys, synth, mellotron, batteria, strumenti ad arco, oltre che basso elettrico e chitarra acustica suonati dal musicista australiano Steve Mostyn. Keys ha spiegato che l'ispirazione le sia arrivata come un'esperienza mistica di incontro con Dio poco prima di pubblicare un altro brano come primo estratto dall'album; in un'intervista rilasciata a Billboard ha dichiarato in merito:

## Accoglienza
Il brano è considerato tra i migliori nella carriera di Keys. Chuck Taylor di Billboard ha ritenuto che la cantante con No One «si presenta finelamnte per la sua età, e nel miglior modo possibile», apprezzando che «si trattiene dalla maestria della sua voce per lasciare che sia la produzione a guidarla». caratterizzata da «ganci penetranti e una produzione dal sapore soul con un'allegria che la rende uno spasso da cantare insieme a lei». David Mead di Paste ha commentato che la canzone «mette in mostra una nuova profondità e ampiezza del tono della sua voce, che sembra avvicinarsi a quella di Aretha Franklin».

## Video musicale
Il videoclip, diretto da Justin Francis, è stato trasmesso in anteprima il 24 settembre 2007 e in breve tempo è diventato uno dei più trasmessi. Il video consiste in quattro scenari: il primo mostra la cantante su una sedia in una stanza vuota, nel secondo l'artista si esibisce invece in una stanza decorata con strumenti musicali, nel terzo è invece inizialmente sola e suona il pianoforte in una strada sotto la pioggia per poi ritrovarsi circondata da dozzine di persone, mentre il quarto la vede protagonista in un nightclub. Il video termina con una divisione in quattro e, in ognuna delle quattro parti, è possibile rivedere i quattro scenari già notati durante il videoclip.
Fu uno dei video musicali più visionati su YouTube di sempre (è arrivato a più di 84 000 000 di visualizzazioni nell'ottobre 2009) ed ha raggiunto la posizione numero 22 nella classifica di VH1 "Top 40 Videos of 2007".

## Successo commerciale
Negli Stati Uniti il brano ha esordito alla 15ª della Billboard Bubbling Under Hot 100, entrando nella Billboard Hot 100 la settimana successivo alla 71ª, senza le vendite in download digitale. Il brano è stato quindi reso disponibile per il download, raggiungendo dapprima la 15ª posizione della Hot 100, per poi occupare la prima posizione della classifica dalla settimana del 1º dicembre 2007. Il brano ha mantenuto tale posizione per cinque settimane consecutive, divenendo il terzo brano dell'artista alla numero uno, secondo da solista dopo Fallin' del 2001. Il brano è divenuto il terzo più venduto negli Stati Uniti nel 2008, nonché il sesto di maggior successo della Hot 100 degli anni 2010. Al 2024 il brano è stato certificato disco di diamante dalla Recording Industry Association of America, con oltre dieci milioni di copie vendute nel Paese, divenendo il secondo brano dell'artista a ottenere tale risultato dopo Empire State of Mind.
No One è divenuta la 2ª numero uno di Keys nella Pop 100 e la 5ª numero uno della Hot R&B/Hip-Hop Songs, divenendo il 14º brano di maggior successo della suddetta classifica nel 2008. Il brano ha inoltre occupato la prima posizione della classifica dei brani più trasmessi in radio Hot 100 Airplay per quattordici settimane consecutive, divenendo il secondo brano per numero di settimane dopo We Belong Together di Mariah Carey del 2006 con sedici.

## Classifiche

### Classifiche settimanali
| Classifica (2007-2008) | Posizione raggiunta |
| ---------------------- | ------------------- |
| Australia              | 3                   |
| Austria                | 2                   |
| Belgio (Fiandre)       | 4                   |
| Belgio (Vallonia)      | 5                   |
| Canada                 | 2                   |
| Danimarca              | 7                   |
| Europa                 | 17                  |
| Finlandia              | 5                   |
| Francia                | 3                   |
| Germania               | 2                   |
| Irlanda                | 8                   |
| Italia                 | 2                   |
| Norvegia               | 8                   |
| Nuova Zelanda          | 2                   |
| Paesi Bassi            | 3                   |
| Regno Unito            | 6                   |
| Repubblica Ceca        | 13                  |
| Romania                | 12                  |
| Slovacchia             | 3                   |
| Stati Uniti            | 1                   |
| Svezia                 | 5                   |
| Svizzera               | 1                   |
| Turchia                | 2                   |
| Ungheria               | 1                   |

### Classifiche di fine anno
| Anno | Classifica                                   | Posizione |
| ---- | -------------------------------------------- | --------- |
| 2008 | Australia                                    | 47        |
| 2007 | Australian (Urban Singles)                   | 11        |
| 2008 | Austria                                      | 23        |
| 2008 | Belgio (Fiandre)                             | 22        |
| 2008 | Belgio (Vallonia)                            | 17        |
| 2008 | Canada                                       | 7         |
| 2008 | Paesi Bassi                                  | 36        |
| 2008 | Europa                                       | 7         |
| 2007 | Francia                                      | 67        |
| 2008 | Germania                                     | 22        |
| 2008 | Italia                                       | 7         |
| 2008 | Giappone                                     | 40        |
| 2007 | Svizzera                                     | 24        |
| 2007 | Regno Unito                                  | 49        |
| 2008 | U.S. Billboard Hot 100                       | 3         |
| 2008 | U.S. Billboard Hot R&B/Hip-Hop Songs         | 8         |
| 2008 | U.S. Billboard Pop 100                       | 15        |
| 2008 | U.S. Billboard Hot Adult Contemporary Tracks | 17        |

### Classifiche di tutti i tempi
| Classifica (1958-2021) | Posizione |
| ---------------------- | --------- |
| Stati Uniti            | 59        |